# Leopold von Auersperg
Leopold von Auersperg (ur. 30 czerwca 1662 w Wiedniu, zm. 3 lipca 1705 w Turynie) - hrabia, austriacki dyplomata.
Najmłodszy syn księcia ziębickiego Johanna Weikharda von Auersperga. W latach 1694–1700 pełnił funkcję austriackiego wysłannika w Londynie, potem przeniesiony na placówkę w Turynie, gdzie zmarł w 1705 roku. Był odznaczony Orderem Złotego Runa.
Leopold von Auersperg poślubił 20 lutego 1703 w Wiedniu hrabinę Susannę von Martinitz (ur. 1670 w Wiedniu, zm. 3 lutego 1717). Jej pierwszym mężem (ślub 28 marca 1685) był hrabia Thomas Czernin (ur. 1660 w Wiedniu, zm. 14 lutego 1702). Małżeństwo Leopolda von Auersperga było bezpotomne.

## Literatura
- Andreas Pečar, Die Ökonomie der Ehre. Höfischer Adel am Kaiserhof Karls VI, Wissenschaftliche Buchgesellschaft, Darmstadt 2003, s. 47.
- Miha Preinfalk, Auersperg, Geschichte einer Familie, Graz-Stuttgart 2006, s. 508, 600.

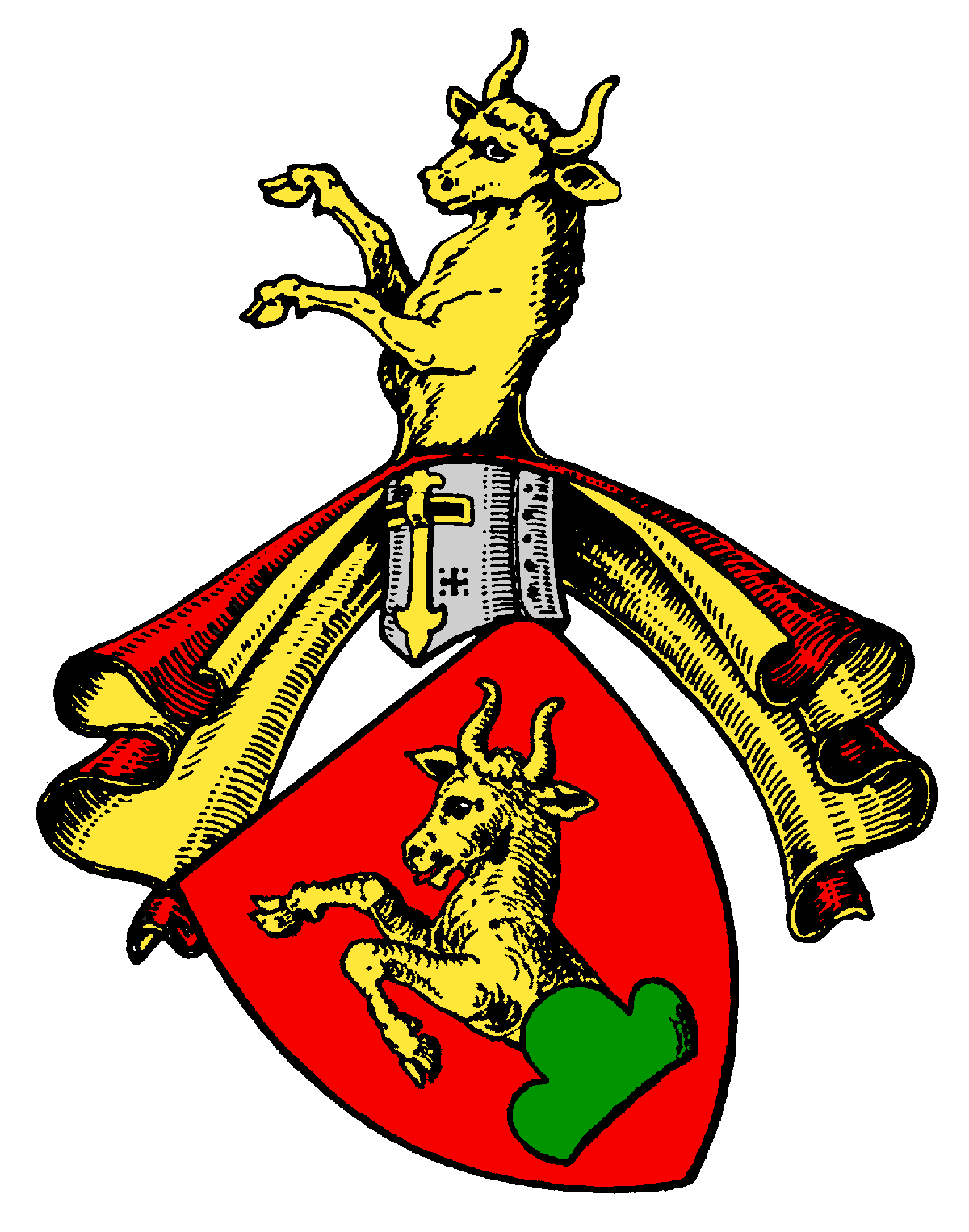
Herb von Auersperg